# Коста Стаменковић
Коста Стаменковић (Лесковац, 3. октобар 1893 — Шилово, код Лебана, 26. март 1942) био је комунистички револуционар, учесник Народноослободилачке борбе и народни херој Југославије.

## Биографија
Рођен је 3. октобра 1893. године у Лесковцу. Потиче из сиромашне радничке породице. Основну школу је завршио у родном месту. Због лошег материјалног стања његове породице, није могао да се даље школује, па се запослио као млински радник. Радећи у млину 1926. изгубио је леву руку.
Још као шегрт укључио се у раднички покрет. Учествовао је у штрајковима и другим акцијама радничког покрета у Лесковцу. Члан Комунистичке партије Југославије (КПЈ) је од њеног оснивања 1919. године. Био је активан не само у Лесковцу него и у другим местима јужне Србије, где је радио на стварању првих партијских организација. Убрзо је постао истакнути организатор синдиката. Окупљао је омладину у културно-уметничком друштву „Абрашевић“, чији је био председник, у радничком спортском клубу „Дубочица“ и другим друштвима и организацијама
У периоду од 1903. до 1934. године био је члан Месног комитета КПЈ у Лесковцу, а од 1934. и члан Окружног комитета. Иако није имала везе с Централним комитетом Комунистичке партије Југославије, лесковачка партијска организација је и у најтежим условима илегалног рада наставила делатност и утицај на раднике. Преко лесковачке организације, Централни комитет је успоставио везу с организацијама у Македонији.
Коста је био веома популаран и цењен међу радницима. Организовао је велики број штрајкова, тарифних и других акција радника Лесковца, међу којима је, свакако, најзначајнији велики штрајк текстилних радника у Лесковцу, 1940. године, подржан од свих радника у граду.
На новембарским изборима 1938. године, Коста је, на предлог Комунистичке партије Југославије, био кандидат за посланика Радничко-сељачке листе. Средином јануара 1940. године ухапшен је и депортован у концентрациони логор у Билећи. После изласка из логора, 1940. године, изабран је за политичког секретара Окружног комитета КПЈ за Лесковац.
На Петој покрајинској конференцији КПЈ за Србију, изабран је за члана Покрајинског комитета и делегата за Пету земаљску конференцију КПЈ, на којој је изабран за члана Централног комитета Комунистичке партије Југославије.
После Априлског рата и окупације Краљевине Југославије, Коста је је радио на организовању и повезивању партијских организација и припремању оружане борбе у лесковачком округу. У августу 1941. је напустио Лесковац и отишао на планину Кукавицу, где је формиран Лесковачки партизански одред, а Коста је био члан његовог Штаба.
Имао је истакнуту улогу у организовању ослободилачке борбе и ширењу устанка на југу Србије. Марта 1942. против партизанских одреда на југу Србије, покренута је снажна офанзива. Окружни комитет КПЈ и штабови партизанских одреда, у немогућности да се фронтално супротставе надмоћним снагама окупатора, одлучили су да се повуку у Јабланицу. Лесковачки партизански одред је, под руководством Косте Стаменковића, дао непријатељу одлучни отпор, али се и он морао повући у Јабланицу.
Оштре борбе с непријтељем вођене су 25 и 26. марта 1942. године. Четници су у Поповачкој шуми и у Шилову код Лебана, опколили изнурене и слабо наоружане партизане. У борби, већина бораца чете је изгинула, а рањеници заробљени и поубијани. Коста је с неколико бораца дао одлучан отпор. Пошто су знали да се међу преосталим борцима налази и Коста, четници су покушали да га ухвате живог.
Коста се борио све до последњег метка. Кад су му остале још само две бомбе, његова кћерка Лепосава бацила је једну међу четнике, а другу је Коста активирао. Погинуо је заједно са ћерком Лепшом и партизанкама Маром и Верицом.
Указом Председништва АВНОЈ-а постхумно је 6. јула 1945. одликован Орденом заслуга за народ првог реда. Указом Президијума Народне скупштине ФНР Југославије 14. децембра 1949. проглашен је за народног хероја.
По њему се зове ОШ „Коста Стаменковић“ Лесковац.

## Галерија
- Споменик Кости Стаменковићу у Лесковцу
- Кућа Косте Стаменковића
- Споменик Кости Стаменковићу
- Орден народног хероја